# イベンダー・ロー
イベンダー・マッキーヴァー・ロー（英:Evander McIvor Law、1836年8月7日 - 1920年10月31日）は、アメリカ合衆国の著作家、教師であり、南北戦争の時は南軍の将軍だった。

## 初期の経歴
ローはサウスカロライナ州ダーリントンで生まれた。祖父と2人の曽祖父はアメリカ独立戦争で、「沼の狐」と呼ばれたゲリラ戦の指導者フランシス・マリオンの指揮下で戦った。ローは1856年にサウスカロライナ士官学校（現在はシタデル）を卒業し、1858年から1860年までキングスマウンテン士官学校の歴史学教授を務め、その後アラバマ州に移転して、タスキーギで自ら軍事高校を開いた。

## 南北戦争
アメリカ合衆国からアラバマ州が脱退すると直ぐに、ローは大尉としてアラバマ州兵隊に入隊した。1861年4月、自分の高校の学生達から募った部隊である第4アラバマ歩兵連隊の大尉として南軍に転属となった。第4アラバマ歩兵連隊は「アラバマ・ズアーブ」とも呼ばれた。翌月、ローは中佐に昇進した。第一次ブルランの戦いではバーナード・E・ビー准将の旅団に入った。その連隊の大佐が戦闘で戦死し、ローは腕を負傷した。その左腕は固まってしまいほとんど使えなくなったが、傷から快復すると連隊に戻った。ローは1861年10月28日に大佐に昇進し、「アラバマ旅団」と呼ばれることになる部隊の指揮官に就いた。1862年5月に北バージニア軍ジェイムズ・ロングストリート少将の下に付いた。
ローは半島方面作戦と七日間の戦いを通じてその旅団を率いた。ゲインズミルの戦いでは、ローと僚友の旅団長ジョン・ベル・フッド准将が北軍前線の中央を突破して名声を得た。この両旅団は4日後のマルバーンヒルの戦いでも相前後して攻撃したが、決定的に打ち破られた。北バージニア方面作戦の第二次ブルランの戦いのとき、北軍左側面に対するロングストリートの急襲でローとフッドの旅団は再び主要攻撃隊として使われ、北軍ジョン・ポープのバージニア軍をほとんど壊滅させるところまでいった。
メリーランド方面作戦のアンティータムの戦いでは、ローの旅団がトウモロコシ畑を抜けてきた北軍の攻撃を耐えたが、454名が戦死または負傷するという大きな損失を出した。ローは1862年10月3日に准将に昇進した。12月のフレデリックスバーグの戦いではあまり戦闘に参加することはなかった。

### ゲティスバーグ
1863年、ローはロングストリートの軍団についてバージニア州サフォークに行ったので、チャンセラーズヴィルの戦いには参戦できなかった。しかし、その軍団はゲティスバーグ方面作戦のときには北バージニア軍に復帰した。ゲティスバーグの戦いでは、2日目の7月2日にリトルラウンドトップとデビルズデンで北軍左翼に対する襲撃に参加したがうまく行かなかった。ジョン・ベル・フッドが負傷した後は一時的に師団指揮官を継いだ。歴史家の中にはローが師団長を代行したときにフッド師団にあった協調性がなくなったことでローを非難した者がいた。ゲティスバーグの歴史家ヘンリー・W・ファンツはその日の午後のローによる師団統制は概して大変積極的でも強力でもなかったと示唆した。ローはその日の戦闘が終わるまで旅団長の後継者を指名しておらず、所属する連隊には指示が無いままにしてしまった。フッド師団の他の旅団長も戦闘の間、ローから何も指示が無かったと報告した。
7月3日、ローの部隊は南軍前線の最右翼におり、北軍ジャドソン・キルパトリック准将師団配下の旅団長、エロン・J・ファーンズワース准将が率いた自殺的騎兵突撃に対して防御した。
ロングストリート将軍は戦闘に関するローの公式報告書の内容に満足せず、受け取りを拒否したのでその写しは残っていない。何年か後にローは7月2日の戦闘について『南北戦争の戦闘と指揮官』の中の「ラウンドトップを巡る戦い」でその証言を出版した。

### テネシー
ゲティスバーグの後で、ロングストリート軍団は西部戦線に転属となり、ブラクストン・ブラッグ将軍のテネシー軍に合流して、チカマウガの戦いの勝利に加わった。フッドもチカマウガの戦いに参加したが、フッドはテネシー軍の「翼」の指揮官として行動したロングストリートの軍団指揮官として働いた。ローはフッド師団の中では上級旅団長として再度その師団指揮を代行した。9月20日、ローの指揮下にあったフッド師団が北軍前線の隙間を攻めて、少なくとも敵の大砲15門を捕獲した。フッドはその日再度重傷を負ったので、ローは師団長に留まることになった。
ロングストリートはチカマウガの時のローの功績を褒めたが、この2人は激しい論争を始めるようになった。その元はロングストリートのお気に入りであるミカ・ジェンキンス准将とローとの間の職業的嫉妬によるものだった。異なる時と場所で、ロングストリートはフッド師団の指揮官職が空いた場合に、ローとジェンキンスの双方にその職を約束していた。ローはフッド師団ができたときから仕えており、ゲティスバーグやチカマウガではそれを指揮して功績を残していた。ジェンキンスはこの師団にとって新参であり、一度も指揮を執ったことは無かったが、その准将に指名された日付がローのものより前だった。またチカマウガの直ぐの1863年9月にジェンキンスの旅団がフッド師団に付けられたとき、フッドが負傷して不在となり、ローはフッド師団をジェンキスに渡すしかなかった。
フッド師団はブラッグの軍隊と共にチャタヌーガの包囲戦に参加した。1863年10月遅くまでに、ローの旅団はフッドの師団や軍隊から離れ、ルックアウト渓谷と呼ばれることになるテネシー川のブラウンズフェリー（渡し場）を守った。ローが休みを取って負傷したフッドを尋ねている間に、師団長のジェンキンスがブラウンズフェリーの防衛隊から半分以上を抜いてしまった。これは敵の動きに関する情報があり、またブラウンズフェリー近くに残っている2つの連隊の1つである第15アラバマ連隊を指揮するウィリアム・オーツ大佐からの援軍の要請が合ったにも関わらない行動だった。10月24日、北軍がブラウンズフェリーを強襲し守備隊を圧倒した。数日後、北軍はポトマック軍からの援軍である第11及び第12軍団がルックアウト渓谷の他の端であるウォーハッチー駅に到着した。これら新鮮な北軍がブラウンズフェリーを占領した北軍と組んで、ユリシーズ・グラント中将が「クラッカー・ライン」を開くことを可能にし、チャタヌーガ市内で飢えていた北軍に物資を届けることができた。
南軍のブラッグ将軍は「クラッカー・ライン」がチャタヌーガ包囲に終わり意味するものと考え、10月28日にロングストリートにその軍団を率いてルックアウト渓谷の支配を奪うよう命じた。ロングストリートは敵の2個軍団に対処するためにフッド師団のみを派遣することにした。ジェンキンスは直ぐにウォーハッチーで鉄道に夜襲を掛ける作戦を立て、ジョン・ブラットン大佐が指揮するジェンキンス旅団とヘンリー・L・ベニング准将の旅団、合計2個旅団で攻撃することにした。ウォーハッチーへの攻撃と同時に1マイル (1.6 km)以上離れたブラウンズフェリー近くではテキサス旅団とローの旅団で妨害行動を行うこととした。ジェンキンスは既に勢力で劣勢だったが、やはりフッド師団に属するジョージ・T・アンダーソン准将の旅団や自身の旅団のハンプトン・リージョン歩兵連隊のかなりの兵力を使わないことでさらに事態は難しくなった。いざ戦闘が始まると、師団長であるジェンキンスが広く分散した師団の最左翼であるウォーハッチーまで馬で乗り進み、全軍を協調させられるような位置にはいなかった。その後の戦闘は南軍の負けになった。ジェンキンスは後に、ローがその妨害工作をあまりに早く諦めたと主張した。ローとテキサス旅団長であるロバートソン准将は、他の部隊と協調して動いたと主張した。この論争はジェンキンスとローの間の緊張関係を沸騰点まで高め、決して収まることは無かった。
ジェンキンスは1863年11月から12月にかけて、ロングストリートのノックスビル方面作戦でもフッド師団の指揮を続けた。フッド師団はジェンキンスの下で機能が働かないままであり、ジェンキンスは特にキャンベル駅の戦いでの難局でローを再度非難した。フッド師団およびロングストリート軍団の指揮状態は1864年3月まで著しく悪化し、この時、ロングストリートがローやラファイエット・マクローズ少将および少なくとも1人の准将を逮捕させ軍法会議に掛けた。ロングストリートの部下達に対する告発は南軍陸軍省から支持されなかった。
打ち続くストレスによってローは辞任を申し出ることになり、自ら辞表を提出するためにリッチモンドへ移動した。リッチモンドでローがフッドのもとを訪れると、フッドはローに辞任を思い留まり、陸軍省にはそれを受け付けないようフッドの影響力を行使すると伝えた。ローがまだ東テネシーにあった自分の旅団に戻ると、ロングストリートが命令不服従の廉でローを逮捕するよう命じた。ロー旅団の兵士達はこの時までに一人の大佐を除いて旅団全体と共にその連隊をアラバマへ転属することを要請していた。ロングストリートはその部隊をテネシーに残すことで仕返しし、軍団の残りは北バージニア軍に再度合流しようとした。しかし、ロバート・E・リー将軍はローとアラバマ部隊に北バージニア軍に戻るよう命令した。フッドはこのとき昇進しており、フッド師団の新しい指揮官としてチャールズ・W・フィールドが任命され、その後この師団ははっきりと好転し、1ヶ月のうちにチカマウガで示したような効率の良さを取り戻した。

### 1864年-1865年
オーバーランド方面作戦の1864年5月6日、荒野の戦いで、ローは後方で逮捕されており、その旅団はオレンジプランク道路に沿ったロングストリートの朝の反撃に参加した。この旅団はスポットシルバニア・コートハウスの戦いでも戦ったが、ローが指揮に復帰したのはコールドハーバーの戦いのときであり、この時ローは銃弾を受けて頭蓋骨を骨折し左目を損傷した。
ロー旅団がピーターズバーグ包囲戦に参加する一方で、ローはサウスカロライナ州にいたウェイド・ハンプトン少将の騎兵軍団で旅団長に転属となり、終戦までそこに留まった。ベントンビルの戦いでマシュー・バトラー少将が負傷したとき、ローはバトラーが任務に復帰するまでその師団の指揮を執った。

## 戦後
戦後、ローは教師を務め、1881年にサウスカロライナ州、その後1893年にフロリダ州に移転した。1903年まで南フロリダ士官学校で教授を務めた。1914年まではバートーの「クーリエ・インフォーマント」紙の編集者を務めた。ローはバートーで死に、そこのオークヒル墓地に埋葬されている。